# Aisha Abimbola
Aisha Abimbola (19 de diciembre de 1970 – 15 de mayo de 2018) fue una actriz nigeriana y estrella del cine yoruba.

## Biografía
Abimbola nació en una familia musulmana, pero se convirtió al cristianismo. En entrevista con New Telegraph, dijo que su deseo de ser actriz le impidió convertirse en pastora. Se casó con Victor Ibrahim Musa, con quien tuvo dos hijos. Asistió a la escuela secundaria Ebute Elefun y al Politécnico del Estado de Lagos.

## Carrera profesional
Comenzó en la industria del cine cuando Wale Adenuga Productions llegó al Politécnico en el que estudiaba para una filmación. Ella se acercó al director, Antar Laniyan, y le pidió un papel. Sin embargo, fue su participación en la película Omoge Campus de Bola Igida la que le dio mayor exposición. En un momento de su carrera, se aventuró en la producción cinematográfica debutando con T'omi T'eje de 2016.

## Filmografía seleccionada
- No Pain
- No Gain
- Awerijaye
- So Wrong So Right
- Omoge Campus
- Kamson and Neighbours

## Premios
En 2015, recibió el Premio City People Entertainment en la categoría personalidad cinematográfica yoruba del año.

## Muerte
Abimbola murió de cáncer de mama en un hospital de Canadá. Tenía 46 años.